# 程禹森
程禹森，中华人民共和国男演员，星艺文化艺人。曾出演电影《我和我的祖国》中的《北京你好》单元、电视剧《风暴舞》等。